# МАПИД
ОАО «МАПИД» (до акционирования Минское арендное предприятие индустриального домостроения «Минскжилстрой») — крупнейшее в Республике Беларусь строительное предприятие, структурное подразделение «ГПО Минскстрой».

## История
1961 год — создание на базе завода сборного железобетона № 8 домостроительного комбината № 1 (ДСК-1).
1966 год — на основе одного из строительных управлений ДСК-1 создаётся трест квартальной застройки (ТКЗ).
1968 год — создан домостроительный комбинат № 2 (ДСК-2).
Январь 1976 года — на базе ДСК-1, ДСК-2, ТКЗ и завода КПД-3 создаётся Минское производственное объединение индустриального домостроения (МПОИД).
1982 год — образовано генподрядное строительное управление № 256 (СУ-256) в структуре МПОИДа.
Ладутько, Николай Александрович — с 1990 года начальник производственно-технического отдела СУ № 256 МПОИД, в 1997—2001 годах — начальник отдела инженерной подготовки, начальник производственного отдела по строительству МАПИД «Минскжилстрой», в 2001—2003 годах — начальник строительного управления № 101 ОАО «МАПИД».
1988 год — образуется отделочное специализированное управление № 192 (СУ-192).
1991 год — МПО преобразуется в Минское арендное предприятие индустриального домостроения (МАПИД) «Минскжилстрой».
1994 год — появляется команда по мини-футболу «МАПИД».
С 1998 года заместителем начальника отдела организации строительного производства СУ-204 МАПИД работал Андрей Владимирович Ясюченя (в 2001 году возглавил отдел).
2001 год — Минское арендное предприятие индустриального домостроения преобразуется в ОАО «МАПИД».

## Подразделения
Включает в свой состав 17 структурных подразделений:
- Промышленная группа (заводы крупнопанельного домостроения № 1, № 3 по выпуску изделий для строительства жилых домов);
- Строительная группа (генподрядные управления № 101, № 256 и УМСР-154; монтажные управления № 207, № 246; отделочные управления № 192, № 202, № 203, № 204; сантехническое управление № 205, электромонтажное управление № 206; управление производственно-технологической комплектации; управление малой механизации);
- Группа неосновного производства (комбинат общественного питания, жилищно-коммунальное управление, сельскохозяйственное управление «Загальский»).

Более чем 9-ти тысячный коллектив тружеников предприятия выполняет все виды работ по строительству жилья — от отрывки котлована до сдачи квартиры «под ключ».
Мощности предприятия составляют 600 тысяч м² жилья в год.

## Конкурсы и награды
1973 год — Дипломом II степени Госстроя СССР (за техническое совершенство и архитектурную выразительность построенных крупнопанельных жилых домов).
1992—1993 года — победа на международном конкурсе по возведению городка для военнослужащих (г. Береза, Брестская область) — за два года построено 17 жилых домов на 720 квартир, детский сад и торговый центр.

## Руководство
Генеральный директор — Астрейко Леонид Иванович.